# Samon
Samon, także Samo (zm. ok. 658) – władca pierwszego potwierdzonego przez źródła pisane bezsprzecznie słowiańskiego organizmu państwowego, zwanego państwem Samona.
Jedynym wartościowym źródłem wprost traktującym o dziejach Samona jest Kronika Fredegara. Większość informacji o władcy zostało wywnioskowanych na podstawie analizy tejże kroniki, ale przez znikomą ilość materiału porównawczego wiele z nich wciąż pozostaje w sferze hipotez.

## Życiorys
Celtyckie imię Samo (padające m.in. w Kronice Fredegara) wskazuje na celtyckie pochodzenie władcy, jednak był on prawdopodobnie Galloromaninem, tzn. zromanizowanym Celtem, pochodzącym z okolic miasta Sens. Z dużym prawdopodobieństwem można wykluczyć frankijskie pochodzenie Samona. Był on natomiast poddanym państwa frankijskiego (Chlotara II) – prawdopodobnie kupcem. Najprawdopodobniej nie był chrześcijaninem, na co wskazuje jego przyszły, pogański, styl życia. 
W połowie lat dwudziestych VII w. wybuchło ogólnosłowiańskie powstanie skierowane przeciwko Awarom. Prawdopodobnie w 623 r. Samon, wraz z innymi kupcami frankijskimi, wyruszył na Słowiańszczyznę w celach handlowych. W toku walk kupcy okazali się znakomitymi wojownikami, a Samon – doborowym strategiem. Zasłużony w walkach, doszedł do wielkiego znaczenia wśród słowiańskich plemion, których wiec wybrał go następnie na swego władcę. 
Popadł w konflikt z królestwem frankijskim i, w 631 r., zmuszony został odeprzeć najazd króla Dagoberta I. Zwyciężył w bitwie pod Wogastisburgiem, a podlegli mu Słowianie wykonali odwetowe rajdy na Turyngię. Władca nie zadbał jednak o sprawy dotyczące dziedziczności tronu i po jego śmierci, ok. 658–661 roku słuch o państwie Samona zanika. Przypuszczalnie rozpadło się na kilka samodzielnych księstewek.
Według Kroniki Fredegara Samon miał być żonaty z dwunastoma słowiańskimi żonami, z którymi spłodził dwudziestu dwóch synów i piętnaście córek.